# Roncocreagris
Roncocreagris är ett släkte av spindeldjur. Roncocreagris ingår i familjen helplåtklokrypare.
Kladogram enligt Catalogue of Life:
| Roncocreagris | \| \| Roncocreagris andalusica \| \| \| \| \| \| Roncocreagris arouxi \| \| \| \| \| \| Roncocreagris beieri \| \| \| \| \| \| Roncocreagris blothroides \| \| \| \| \| \| Roncocreagris cambridgei \| \| \| \| \| \| Roncocreagris cantabrica \| \| \| \| \| \| Roncocreagris cavernicola \| \| \| \| \| \| Roncocreagris distinguenda \| \| \| \| \| \| Roncocreagris galeonuda \| \| \| \| \| \| Roncocreagris iberica \| \| \| \| \| \| Roncocreagris iglesiasae \| \| \| \| \| \| Roncocreagris lucensis \| \| \| \| \| \| Roncocreagris murphyorum \| \| \| \| \| \| Roncocreagris portugalensis \| \| \| \| \| \| Roncocreagris pycta \| \| \| \| \| \| Roncocreagris roncoides \| \| \| \| \| \| Roncocreagris salgadoi \| \| \| \| |
|               | \| \| Roncocreagris andalusica \| \| \| \| \| \| Roncocreagris arouxi \| \| \| \| \| \| Roncocreagris beieri \| \| \| \| \| \| Roncocreagris blothroides \| \| \| \| \| \| Roncocreagris cambridgei \| \| \| \| \| \| Roncocreagris cantabrica \| \| \| \| \| \| Roncocreagris cavernicola \| \| \| \| \| \| Roncocreagris distinguenda \| \| \| \| \| \| Roncocreagris galeonuda \| \| \| \| \| \| Roncocreagris iberica \| \| \| \| \| \| Roncocreagris iglesiasae \| \| \| \| \| \| Roncocreagris lucensis \| \| \| \| \| \| Roncocreagris murphyorum \| \| \| \| \| \| Roncocreagris portugalensis \| \| \| \| \| \| Roncocreagris pycta \| \| \| \| \| \| Roncocreagris roncoides \| \| \| \| \| \| Roncocreagris salgadoi \| \| \| \| |
|               | Roncocreagris andalusica |
|               | |
|               | Roncocreagris arouxi |
|               | |
|               | Roncocreagris beieri |
|               | |
|               | Roncocreagris blothroides |
|               | |
|               | Roncocreagris cambridgei |
|               | |
|               | Roncocreagris cantabrica |
|               | |
|               | Roncocreagris cavernicola |
|               | |
|               | Roncocreagris distinguenda |
|               | |
|               | Roncocreagris galeonuda |
|               | |
|               | Roncocreagris iberica |
|               | |
|               | Roncocreagris iglesiasae |
|               | |
|               | Roncocreagris lucensis |
|               | |
|               | Roncocreagris murphyorum |
|               | |
|               | Roncocreagris portugalensis |
|               | |
|               | Roncocreagris pycta |
|               | |
|               | Roncocreagris roncoides |
|               | |
|               | Roncocreagris salgadoi |
|               | |